# 小行星2785
小行星2785（2785 Sedov）是一颗围绕太阳公转的小行星。1978年8月31日，尼古拉·切爾尼赫在克里米亚发现了此天体。
該小行星以俄羅斯物理學家李奧尼德·賽德伍命名。
这颗小行星的绝对星等为98.38171等。